# Scream for More
Scream for More is een Engelstalige single van de Belgische zangeres Kate Ryan uit 2002.
Het tweede nummer op de single was een extended version. Het liedje verscheen op haar album Different uit 2005.
Het nummer - de best verkochte dancesingle in België - betekende haar doorbraak. Het kwam binnen in de Ultratop op 14 april 2001 en verbleef er 15 weken. Het piekte op de 9e plek. Voorts stond het nummer 11 weken in de Oostenrijkse hitparade alwaar het piekte op de 15e plaats. In Nederland bereikte het de 57e plaats en verbleef het eveneens 11 weken in de hitparade. In Denemarken ten slotte verbleef het twee weken in de hitparade en piekte het op nummer 12.

## Meewerkende artiesten
- Producer: 
  - AJ Duncan
  - Phil Wilde
- Mix:
  - Peter Bulkens
- Muzikanten:
  - Kate Ryan (zang)